# Saint-Gilles-Vieux-Marché
Saint-Gilles-Vieux-Marché é uma comuna francesa na região administrativa da Bretanha, no departamento Côtes-d'Armor. Estende-se por uma área de 21,6 km². Em 2010 a comuna tinha 364 habitantes (densidade: 16,9 hab./km²).